# Bebryker (Bithynien)
Die Bebryker oder Bebrykes (altgriechisch Βεβρύκης) waren ein kleinasiatischer Volksstamm, der in Bithynien und Mysien siedelte.
Die Region wurde Bebrykia genannt, bis im 8. Jahrhundert v. Chr. die Bithynier einfielen und das Volk vernichteten. Nach Strabon waren die Bebryker thrakischen Ursprungs.
In der Legende werden je nach Quelle der Heros Bebryx oder die Danaide Bebryke als Namensgeber bezeichnet. Das Volk ist vor allem aus der Argonautensage bekannt, wo Polydeukes den Bebrykerkönig Amykos im Faustkampf besiegt.